# Marabastad
Marabastad (in afrikaans "Città di Maraba") è un'area commerciale situata vicino al centro della città di Pretoria, in Sudafrica. 
Fino al 1940 fu uno dei pochi quartieri etnicamente misti in Sudafrica.

## Storia
L'originario villaggio di Maraba, situato a sud dell'attuale Marabastad, fu fondato dal reggente della locale comunità Ndebele. Nel 1888 la città fu dichiarata parrocchia sotto il nome di Marabastad ("Città di Maraba"). Si trovava tra i fiumi Apies a nord, Steenhoven Spruit a est, Skinner Spruit a ovest e De Korte Street a sud. Agli abitanti non fu permesso di comprare appezzamenti di terra, ma essi vi costruirono lì le loro case. Dopo la seconda guerra boera, fu istituito il distretto di New Marabastad tra Marabastad e il bazar asiatico. Nel 1906 entrambi i distretti furono uniti sotto il nome di Marabastad. Tra gli edifici più importanti si ricorda il tempio indù Mariamman, costruito nel 1905 e dedicato alla dea indù Mariamman. Dopo la costruzione di un impianto di trattamento delle acque reflue sul sito dell'insediamento originario, gli abitanti dovettero trasferirsi nell'attuale zona. Nel 1920 il vecchio insediamento di Marabastad fu demolito.
Prima e dopo l'adozione del Group Areas Act, una delle leggi simbolo dell'apartheid, che prescriveva la segregazione residenziale, la maggior parte dei residenti fu espulsa dal distretto. Gli abitanti neri furono trasferiti dal 1945 al 1950 ad Atteridgeville.
Agli inizi degli anni '60 fu fondato a Marabastad il M. Sundowns, oggi tra le più titolate squadre di calcio sudafricane.